# Pierre Philippeaux

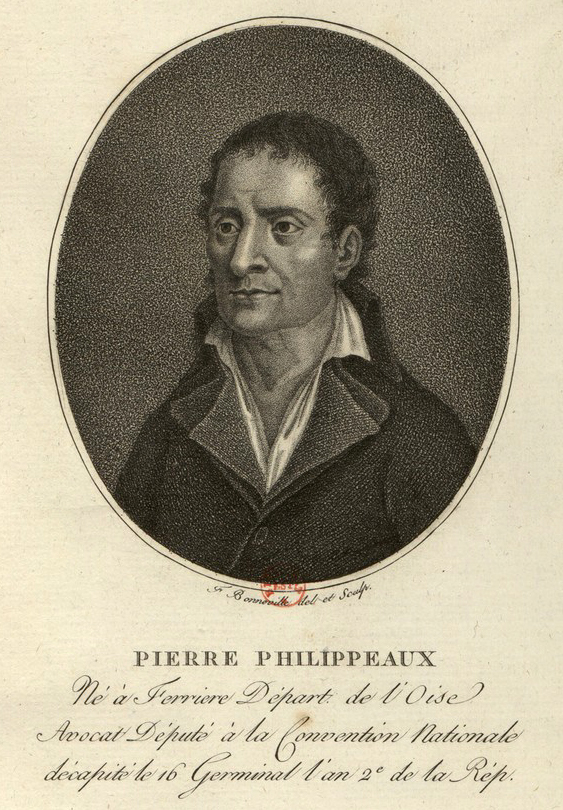
Pierre Philippeaux

Pierre Philippeaux (* 9. November 1754 in Ferrières (Département Oise); † 5. April 1794 in Paris) war ein französischer Jurist und während der Revolution Abgeordneter des Département Sarthe im Nationalkonvent.
Er war zunächst Anwalt, dann Richter im Distrikt Mans und gründete zu Beginn der Revolution die Zeitung le Défenseur de la liberté ‚Der Verteidiger der Freiheit‘. Er stimmte für den Tod von König Ludwig XVI. und zeichnete sich anlässlich einer Dienstreise in das Département Vendée durch seine Mäßigung aus. Nach seiner Rückkehr nach Paris griff er in einem Pamphlet die Generäle Ronsin und Rossignol sowie ihren Auftraggeber Bouchotte an. Sein Entwurf eines Dekrets, das eine Untersuchung des Verhaltens der beiden Generäle forderte, wurde von Barère zurückgewiesen, worauf die Hébertisten sich vornahmen, ihn bei der ersten sich bietenden Gelegenheit zu stürzen.
Am 16. Germinal wurde er mit Danton und dessen Anhängern, den Indulgenten, hingerichtet.